# Gran Premio motociclistico di Svezia 1985
Il Gran Premio motociclistico di Svezia 1985 svoltosi l'11 agosto sul circuito di Anderstorp, è stato l'undicesimo appuntamento del motomondiale 1985. Vi hanno gareggiato le classi 125, 250 e 500 oltre alla classe sidecar.
Le vittorie nelle tre gare in singolo disputate sono state di Freddie Spencer in 500, Anton Mang in 250 e August Auinger in 125, mentre tra i sidecar si è imposto l'equipaggio Egbert Streuer/Bernard Schnieders.
Al termine della gara sono stati assegnati matematicamente altri due titoli iridati: Freddie Spencer a quello già ottenuto nel GP precedente della classe 250, affianca anche quello in classe regina mentre tra i sidecar si laureano campioni mondiali per la seconda volta consecutiva Egbert Streuer e Bernard Schnieders.

## Classe 500
Freddie Spencer ottiene la sua settima vittoria stagionale, corredata da pole position e giro più veloce, precedendo il suo rivale e campione mondiale dell'anno precedente Eddie Lawson. Al terzo posto il britannico Ron Haslam.

### Arrivati al traguardo
| Pos. | Pilota             | Moto       | Tempo    | Griglia | Punti |
| ---- | ------------------ | ---------- | -------- | ------- | ----- |
| 1    | Freddie Spencer    | Honda      | 49.26.73 | 1       | 15    |
| 2    | Eddie Lawson       | Yamaha     | 49.49.53 | 2       | 12    |
| 3    | Ron Haslam         | Honda      | 50.04.64 | 4       | 10    |
| 4    | Christian Sarron   | Yamaha     | 50.18.97 | 5       | 8     |
| 5    | Randy Mamola       | Honda      | 50.33.21 | 7       | 6     |
| 6    | Didier de Radiguès | Honda      | 50.35.27 | 8       | 5     |
| 7    | Mike Baldwin       | Honda      | 50.36.10 | 10      | 4     |
| 8    | Raymond Roche      | Yamaha     | 50.58.43 | 3       | 3     |
| 9    | Thierry Espié      | Chevallier | 1 giro   | 18      | 2     |
| 10   | Massimo Messere    | Honda      | 1 giro   | 21      | 1     |
| 11   | Eero Hyvärinen     | Honda      | 1 giro   | 17      |       |
| 12   | Dave Petersen      | Honda      | 1 giro   | 11      |       |
| 13   | Peter Lindén       | Honda      | 1 giro   | 19      |       |
| 14   | Boet van Dulmen    | Honda      | 1 giro   | 23      |       |
| 15   | Rob Punt           | Suzuki     | 1 giro   | 25      |       |
| 16   | Esko Kuparinen     | Suzuki     | 1 giro   | 26      |       |
| 17   | Simon Buckmaster   | Suzuki     | 2 giri   | 28      |       |
| 18   | Maarten Duyzers    | Suzuki     | 2 giri   | 34      |       |
| 19   | Geir Hestman       | Honda      | 2 giri   | 32      |       |
| 20   | David Griffith     | Suzuki     | 2 giri   | 35      |       |
| 21   | Andreas Leuthe     | Suzuki     | 3 giri   | 29      |       |
| 22   | Fabio Biliotti     | Honda      | 4 giri   | 14      |       |
| 23   | Christian Le Liard | Chevallier | 11 giri  | 20      |       |
| 24   | Lars Johansson     | Suzuki     | 13 giri  | 37      |       |

### Ritirati
| Pilota              | Moto   | Motivo | Griglia |
| ------------------- | ------ | ------ | ------- |
| Wayne Gardner       | Honda  |        | 6       |
| Robert McElnea      | Suzuki |        | 9       |
| Franco Uncini       | Suzuki |        | 15      |
| Kjeld Sörensen      | Suzuki |        | 31      |
| Michael Jansberg    | Suzuki |        | 33      |
| Armando Errico      | Honda  |        | 27      |
| Wolfgang von Muralt | Suzuki |        | 16      |
| Peter Sköld         | Honda  |        | 24      |
| Gustav Reiner       | Honda  |        | 12      |
| Sito Pons           | Suzuki |        | 13      |

### Non partiti
| Pilota        | Moto   |
| ------------- | ------ |
| Claus Wulff   | Suzuki |
| Neil Robinson | Suzuki |
| Gunnar Bruhn  | Suzuki |

### Non qualificati
| Pilota        | Moto   |
| ------------- | ------ |
| Helmut Schütz | Suzuki |
| Erich Sanders | Suzuki |

## Classe 250
Il già campione mondiale Freddie Spencer non ha partecipato alla gara disputatasi al sabato; il successo è andato al pilota tedesco Anton Mang che si è così garantita la seconda posizione nel mondiale e ha preceduto il venezuelano Carlos Lavado e l'italiano Fausto Ricci.

### Arrivati al traguardo
| Pos. | Pilota               | Moto       | Tempo    | Griglia | Punti |
| ---- | -------------------- | ---------- | -------- | ------- | ----- |
| 1    | Anton Mang           | Honda      | 42.46.44 | 2       | 15    |
| 2    | Carlos Lavado        | Yamaha     | 42.55.28 | 1       | 12    |
| 3    | Fausto Ricci         | Honda      | 43.02.03 | 6       | 10    |
| 4    | Alan Carter          | Honda      | 43.21.58 | 4       | 8     |
| 5    | Jacques Cornu        | Honda      | 43.22.91 | 16      | 6     |
| 6    | Pierre Bolle         | Parisienne | 43.24.49 | 19      | 5     |
| 7    | Donnie McLeod        | Armstrong  | 43.24.66 | 13      | 4     |
| 8    | Jean-Michel Mattioli | Yamaha     | 43.24.79 | 8       | 3     |
| 9    | Siegfried Minich     | Yamaha     | 43.27.03 | 11      | 2     |
| 10   | Niall Mackenzie      | Armstrong  | 43.27.93 | 7       | 1     |
| 11   | Jean-François Baldé  | Yamaha     | 43.28.32 | 12      |       |
| 12   | Roland Freymond      | Yamaha     | 43.35.14 | 27      |       |
| 13   | Reinhold Roth        | Yamaha     | 43.36.15 | 14      |       |
| 14   | Juan Garriga         | Rotax      | 43.36.32 | 9       |       |
| 15   | Harald Eckl          | ES         | 43.46.93 | 22      |       |
| 16   | Dominique Sarron     | Honda      | 43.47.15 | 20      |       |
| 17   | Gary Noel            | EMC        | 43.52.90 | 24      |       |
| 18   | Jean Foray           | Chevallier | 44.06.43 | 25      |       |
| 19   | Edwin Weibel         | Rotax      | 44.06.83 | 26      |       |
| 20   | Michel Galbit        | Yamaha     | 44.07.47 | 23      |       |
| 21   | Eilert Lundstedt     | Yamaha     | 44.07.62 | 29      |       |
| 22   | Stéphane Mertens     | Yamaha     | 44.17.71 | 18      |       |
| 23   | Stefano Caracchi     | MBA        | 44.24.70 | 28      |       |
| 24   | Johnny Simonsson     | Yamaha     | 1 giro   | 35      |       |
| 25   | Tony Head            | Armstrong  | 1 giro   | 32      |       |
| 26   | Svend Andersson      | Yamaha     | 1 giro   | 36      |       |
| 27   | Anders Skov          | Yamaha     | 1 giro   | 33      |       |
| 28   | Philippe Pagano      | Yamaha     | 1 giro   | 34      |       |

### Ritirati
| Pilota                 | Moto   | Motivo | Griglia |
| ---------------------- | ------ | ------ | ------- |
| Manfred Herweh         | Real   |        | 3       |
| Jean-Louis Guignabodet | Rotax  |        | 5       |
| Carlos Cardús          | Cobas  |        | 10      |
| August Auinger         | Bartol |        | 15      |
| Thierry Rapicault      | Yamaha |        | 17      |
| René Delaby            | Rotax  |        | 21      |
| Luis Miguel Reyes      | Cobas  |        | 31      |
| Antonio Neto           | Cobas  |        | 30      |

### Non qualificati
| Pilota             | Moto   |
| ------------------ | ------ |
| Peter Granath      | Harris |
| Bengt Elgh         | MBA    |
| Bobby Issazadhe    | ESV    |
| Han Hansebräten    | Tommy  |
| Jean-Luc Guillemet | Yamaha |
| Jacky Onda         | Pernod |
| Jarmo Lilitiä      | Mevi   |
| Tapio Virtanen     | Rotax  |

## Classe 125
Quello della ottavo di litro è l'unico titolo ancora da assegnare e la lotta è ristretta ai due piloti italiani Pier Paolo Bianchi e Fausto Gresini, giunti in questa occasione alle spalle del vincitore della prova, l'austriaco August Auinger.

### Arrivati al traguardo
| Pos. | Pilota             | Moto    | Tempo    | Griglia | Punti |
| ---- | ------------------ | ------- | -------- | ------- | ----- |
| 1    | August Auinger     | MBA     | 44.54.00 | 3       | 15    |
| 2    | Pier Paolo Bianchi | MBA     | 45.01.07 | 9       | 12    |
| 3    | Fausto Gresini     | Garelli | 45.01.25 | 1       | 10    |
| 4    | Ezio Gianola       | Garelli | 45.06.85 | 2       | 8     |
| 5    | Jussi Hautaniemi   | MBA     | 45.07.02 | 6       | 6     |
| 6    | Domenico Brigaglia | MBA     | 45.38.59 | 8       | 5     |
| 7    | Johnny Wickström   | MBA     | 45.38.71 | 5       | 4     |
| 8    | Giuseppe Ascareggi | MBA     | 45.39.42 | 11      | 3     |
| 9    | Olivier Liégeois   | MBA     | 45.48.76 | 10      | 2     |
| 10   | Lucio Pietroniro   | MBA     | 45.51.37 | 16      | 1     |
| 11   | Willy Pérez        | MBA     | 46.20.37 | 14      |       |
| 12   | Mickel Nielsen     | MBA     | 46.21.91 | 35      |       |
| 13   | Peter Sommer       | MBA     | 46.26.29 | 25      |       |
| 14   | Håkan Olsson       | MBA     | 46.40.39 | 22      |       |
| 15   | Henrik Rasmussen   | MBA     | 46.42.40 | 29      |       |
| 16   | Christoph Bürki    | MBA     | 1 giro   | 24      |       |
| 17   | Willy Hupperich    | Seel    | 1 giro   | 30      |       |
| 18   | Mike Leitner       | MBA     | 1 giro   | 34      |       |
| 19   | Rune Zälle         | MBA     | 1 giro   | 20      |       |
| 20   | Franz Birrer       | MBA     | 1 giro   | 36      |       |
| 21   | Robin Appleyard    | MBA     | 3 giri   | 26      |       |

### Ritirati
| Pilota             | Moto   | Motivo | Griglia |
| ------------------ | ------ | ------ | ------- |
| Jean-Claude Selini | MBA    |        | 4       |
| Bruno Kneubühler   | MBA    |        | 7       |
| Alex Bedford       | MBA    |        | 12      |
| Esa Kytölä         | MBA    |        | 13      |
| Mogens Johansen    | MBA    |        | 33      |
| Thierry Feuz       | MBA    |        | 17      |
| Anton Straver      | MBA    |        | 18      |
| Jacky Hutteau      | MBA    |        | 19      |
| Flemming Kistrup   | MBA    |        | 21      |
| Thomas Pedersen    | MBA    |        | 23      |
| Andrés Sánchez     | MBA    |        | 27      |
| Bjarne Nielsen     | Hummel |        | 31      |
| Jörgen Ask         | MBA    |        | 32      |

### Non partiti
| Pilota        | Moto | Motivo | Griglia |
| ------------- | ---- | ------ | ------- |
| Luca Cadalora | MBA  |        | 15      |
| Juha Pakkanen | MBA  |        | 28      |

### Non qualificati
| Pilota            | Moto |
| ----------------- | ---- |
| Hugo Vignetti     | MBA  |
| Boy van Erp       | MBA  |
| Lars-Erik Kallesö | MBA  |
| Petri Vourela     | MBA  |
| Bengt Eliasson    | MBA  |
| Matti Kinnunen    | MBA  |
| Stefan Sand       | MBA  |
| Bo Blumenthal     | MBA  |

## Classe sidecar
Nell'ultima gara stagionale Egbert Streuer e Bernard Schnieders ottengono il terzo successo consecutivo, che gli consente di eguagliare in classifica Werner Schwärzel-Fritz Buck, giunti al secondo posto, e quindi di aggiudicarsi il titolo per il maggior numero di vittorie. L'altro equipaggio che aveva ancora chance di vincere il mondiale, Rolf Biland-Kurt Waltisperg, si è ritirato per problemi tecnici dopo essere partito dalla pole position.
Durante il GP si registrano gli incidenti dei fratelli Zurbrügg (nel warm-up) e dei fratelli Egloff, con infortuni per il passeggero Martin Zurbrügg e il pilota Markus Egloff.
Nella classifica finale Streuer e Schwärzel hanno 73 punti, mentre Biland è terzo a 50.

### Arrivati al traguardo (posizioni a punti)[6]
| Pos | Pilota               | Passeggero         | Moto         | Tempo    | Punti |
| --- | -------------------- | ------------------ | ------------ | -------- | ----- |
| 1   | Egbert Streuer       | Bernard Schnieders | LCR-Yamaha   | 39'21"83 | 15    |
| 2   | Werner Schwärzel     | Fritz Buck         | LCR-Yamaha   | 39'30"53 | 12    |
| 3   | Steve Webster        | Tony Hewitt        | LCR-Yamaha   | 39'37"71 | 10    |
| 4   | Alain Michel         | Jean-Marc Fresc    | LCR-Yamaha   | 40'11"38 | 8     |
| 5   | Rolf Steinhausen     | Bruno Hiller       | Busch-Yamaha | 40'36"13 | 6     |
| 6   | Theo van Kempen      | Geral de Haas      | LCR-Yamaha   | 40'52"93 | 5     |
| 7   | Hein van Drie        | Ian Colquhoun      | LCR-Yamaha   | +1 giro  | 4     |
| 8   | Hans Hügli           | Karl Paul          | LCR-Yamaha   | +1 giro  | 3     |
| 9   | Hans-Rudi Christinat | Markus Fährni      | LCR-Yamaha   | +1 giro  | 2     |
| 10  | Masato Kumano        | Helmut Diehl       | LCR-Yamaha   | +1 giro  | 1     |